# Andrei Wassiljewitsch Charlow
Andrei Wassiljewitsch Charlow (russisch Андрей Васильевич Харлов; * 20. November 1968 in Prokopjewsk; † 15. Juni 2014 in Kasan) war ein russischer Schachspieler und -trainer. Beim Weltschachbund FIDE wurde er unter der Schreibweise Andrei Kharlov geführt.

## Leben
Andrei Charlow war mit der russischen Schachgroßmeisterin der Frauen (WGM) Jelena Sajaz verheiratet.

### Training
Er wurde von Konstantin Assejew (1960–2004) und Jewgeni Sweschnikow trainiert. Nachdem er nach Kasan gezogen war, trainierte Charlow zum Beispiel Alissa Galljamowa und Artjom Timofejew. Bei der klassischen Weltmeisterschaft im Jahr 2000 in London sekundierte er Garri Kasparow.

### Schachliche Erfolge
1991 erhielt er den Titel Internationaler Meister, 1992 erhielt er den Großmeister-Titel. 1991 nahm er mit der sowjetischen Nationalmannschaft an der Weltmeisterschaft U26 in Maringá teil. Die Sowjetunion gewann dieses Turnier und Charlow holte 100 % am vierten Brett (6 aus 6). 1992/93 gewann er den Rilton Cup in Stockholm, geteilt mit Jonny Hector. 1995 wurde er geteilter Erster in Nowosibirsk. Im Jahr 2000 wurde er Vierter bei der Europameisterschaft in Saint-Vincent. 2004 erreichte er bei der FIDE-Schachweltmeisterschaft das Viertelfinale, in dem er gegen Wesselin Topalow verlor, nachdem er Rustem Dautov, Ivan Sokolov, Rafael Leitão und Liviu-Dieter Nisipeanu ausgeschaltet hatte. Schon 2000 war er beim Weltmeisterschaftsqualifikationsturnier in Neu-Delhi gegen Topalow ausgeschieden; damals in der zweiten Runde. 2005 wurde er beim Aeroflot Open punktgleich Zweiter hinter Emil Sutovsky. 2007 gewann er in Kasan die offene tatarische Einzelmeisterschaft.
In der russischen Mannschaftsmeisterschaft spielte er 1994 für Kuzbass-OSDYuShOR Kemerovo, von 1995 bis 1999, von 2001 bis 2007 sowie 2014 beim tatarischen Verein Ladja Kasan-1000 (früher auch unter dem Namen Tattransgas-Itil-1 Kasan und Sberbank-Tatarstan Kasan), mit dem er 1998, 2002 und 2003 russischer Mannschaftsmeister wurde, und 2008 für Tomsk 400. Beim European Club Cup erreichte er 1992 mit Poliot Tscheljabinsk das Finale, zwischen 1996 und 2008 nahm er achtmal mit Kasan teil; er gewann den Wettbewerb 1996, erreichte 2006 den zweiten, 1997 und 2004 den dritten Platz. 2006 gelang ihm außerdem das drittbeste Ergebnis am fünften Brett. Im Jahr 2000 gewann er mit Baltijos Lyga die litauische Mannschaftsmeisterschaft. Andrei Charlow war Vizepräsident der Schachföderation Tatarstans.
Seine höchste Elo-Zahl lag bei 2656 im Juli 2001. Damals lag er auf Platz 31 der FIDE-Weltrangliste.